# نيسودن
نيسودن (بالنرويجية: Nesodden)‏ بلدية في مقاطعة آكرشوس بالنرويج وتعد جزءا من منطقة فولو التاريخية. المقر الإداري للبلدية هو قرية نيسوددتانغن. تأسست البلدية سنة 1838. في 1915 انفصلت أوبغارد عن نيسودن لتشكل بلدية مستقلة.
تشتمل نيسودن على مستشفى سوناس الذي بُني سنة 1954 كمنزل للتمريض ثم حُوِّلَ إلى مستشفى لمعالجة شلل الأطفال القادمين من أوسلو سنة 1960 بالتعاون مع مستشفى مدينة أوسلو، ويعد حالياً مستشفى جامعي.

## التسمية
الاسم مشتق من الكلمة النوردية القديمة نيسودي، الجزء الأول «نيس» يعني الرأس البحرية (امتداد حاد لليابسة في البحر) أما الجزء الثاني«ودي» فيعني النقطة.

## الجغرافيا
نيسودن تقع في طرف شبه الجزيرة الواقعة بين خللي أوسلوفيورد وبينافيوردن. تضم كل من قرى: هيلفيك، فيالستراند، بيورنامير، نيسوددتانغن وفاغرسراند. توجد عَبّارة تقوم بنقل المسافرين من أوسلو إلى نيسودن ومدة الرحلة تتراوح بين 12 و23 دقيقة.

## المجموعات العرقية
عدد الأقليات (الجيل الأول والثاني) في نيسودن (2015):
| الموطن الأصلي   | عدد السكان |
| --------------- | ---------- |
| بولندا          | 274        |
| السويد          | 266        |
| الدنمارك        | 175        |
| ألمانيا         | 172        |
| المملكة المتحدة | 115        |
| ليتوانيا        | 80         |
| تايلاند         | 75         |
| الصومال         | 73         |

## شعار النبالة
شعار النبالة صمم من طرف المهندس كريستيان دوكسرود (1917-2002) واُعتمد سنة 1986. يصور مثلثا فضي اللون مع خلفية زرقاء في إشارة للموقع الجغرافي للبلدية.

## أعلام
- غونار هالي
- هارالد دال
- ويلي إيفنسن
- آكسل بولسين
- سونيا بارث

## روابط خارجية
- معلومات حول البلدية في موقع الإحصاءات النرويجي.